# Wassen
Wassen es una comuna suiza del cantón de Uri, situada al suroeste del cantón. Limita al norte y este con la comuna de Gurtnellen, al sur con Göschenen, al oeste con Gadmen (BE), y al noroeste con Engelberg (OW), Attinghausen y Erstfeld.
Su principal atracción turística es la línea de ferrocarril de San Gotardo, que atraviesa en tres ocasiones la ladera montañosa en que se asienta el pueblo.